# Blepharodon manicatum
Blepharodon manicatum är en oleanderväxtart som först beskrevs av Joseph Decaisne, och fick sitt nu gällande namn av J. Fontella Pereira. Blepharodon manicatum ingår i släktet Blepharodon och familjen oleanderväxter. Inga underarter finns listade i Catalogue of Life.